# Emil Medvešček
Emil Medvešček, slovenski arhitekt, * 11. oktober 1911, Trst, † 9. avgust 1963, Ljubljana.

## Življenje in delo
Diplomiral je leta 1937 na ljubljanski tehniški fakulteti, oddelek za arhitekturo. Po 2. svetovni vojni je bil do leta 1955 zaposlen pri Ministrstvu za gradnje Ljudske republike Slovenije, nato pri Slovenija projektu, od 1961 pri gradbenem podjetju Tehnika ter nazadnje pri projektantski organizaciji Progres. Izdelal je načrte za velike industrijske komplekse: Sava v Kranju, Predilnica in Tekstilni kombinat v Štipu (Makedonija) Novoteks v Novem mestu. Predvsem pa so pomembne njegove arhitekturne rešitve v Ljubljani. V duhu podaljšanega funkcionalizma je projektiral Fizikalni inštitut Slovenske akademije znanosti in umetnosti in Institut "Jožef Stefan". Njegov najvidnejši dosežek pa je zgradba Glavne zadružne zveze Slovenije, zdaj Gospodarske zbornice Slovenije v Ljubljani (skupaj z Otonom Jugovcem, 1954-1955). Med poznejšimi deli so stavba Interevrope v Kopru, v Ljubljani pa poslovno-stanovanjska stavba Tehnike, poslovna stavba Koteks-Tobus in hotel Lev v Ljubljani (1961-1962).

## Avtorska dela
1948 - Industrijski objekt Sava Kranj
1948 - Dom kulture Kočevje
1950-54 - Tekstilni kombinat Makedonka - Štip
1950-54 - Vrstne hiše na Viču, Ljubljana
1950-54 - Žebljarna Veriga Lesce
1950-54 - Remont Slovenijaceste
1950-54 - Samski domovi Trbovlje, Kranj, Jesenice, Ilirska Bistrica
1954 - Fizikalni inštitut Jožefa Stefana, Jadranska cesta v Ljubljani:
1954 - Glavna stavba
1954 - Predavalnica Tehnične visoke šole
1954 - Upravna zgradba bombažne predilnice in tkalnice Tržič
1953-55 - Natečaj za Trgovsko hišo Slovenija avto v Ljubljani (1953), nerealizirano (na istem mestu je zgrajena Glavna zadružna zveza)
1955 - Stanovanjska hiša Inštituta za jeklene konstrukcije - Igriška ulica v Ljubljani
1956-62 - Poslovna stavba Toplovod (danes IMP) - Dunajska cesta v Ljubljani
1956-58 - Sanovanjska hiša in uprava GP Tehnika, Vošnjakova ulica v Ljubljani
1956-57 - Upravna zgradba Interevropa Koper
1958-63 - Hotel Lev v Ljubljani - Vošnjakova ulica
1958-63 - Stanovanjska zgradba Lev - Vošnjakova ulica
1958-63 - Lokali  Tehnounion in Continental-Export
1958-63 - Stanovanjska zgradba Domino
1962-63 - Upravna stavba in trgovina Koteks Tobus - Miklošičeva cesta v Ljubljani